# Beaver Flat
Beaver Flat est un village situé dans la province de Saskatchewan, dans le sud-ouest.